# Modugno
Modugno város (közigazgatásilag comune) Olaszország Puglia régiójában, Bari megyében.

## Fekvése
Baritól délkeletre fekszik, a Murgia-fennsíkon.

## Története
A települést a 11. század elején alapították, noha a régészeti feltárások során felszínre kerültek neolitikumi és őskori leletek is. A középkorban hűbéri birtok volt (Sforza-család) és közelsége miatt, Bari városától függött. Önállóságát azután nyerte el, hogy a Nápolyi Királyságban a 19. század elején felszámolták a feudalizmust.

## Népessége
A népesség számának alakulása:

## Főbb látnivalói
- La Motta - egy 8. századi longobárd őrtorony átépítésével keletkezett kis erőd. Területén áll a Palazzo Cesena nemesi palota.
- Santa Maria della Grotta-kolostor - a 11. században alapították.
- Maria Santissima Annunziata-templom - a 13. században alapították.

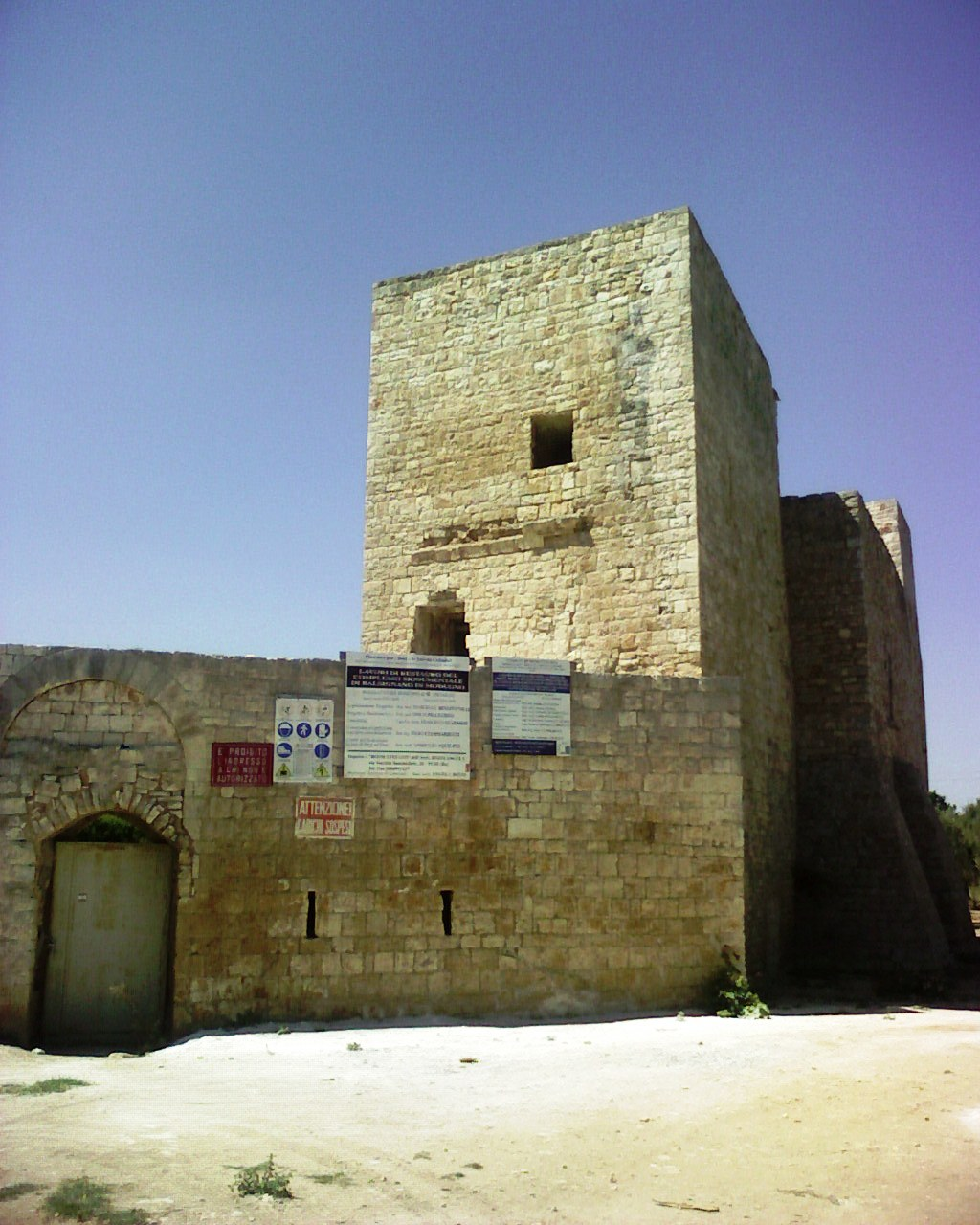
La Motta
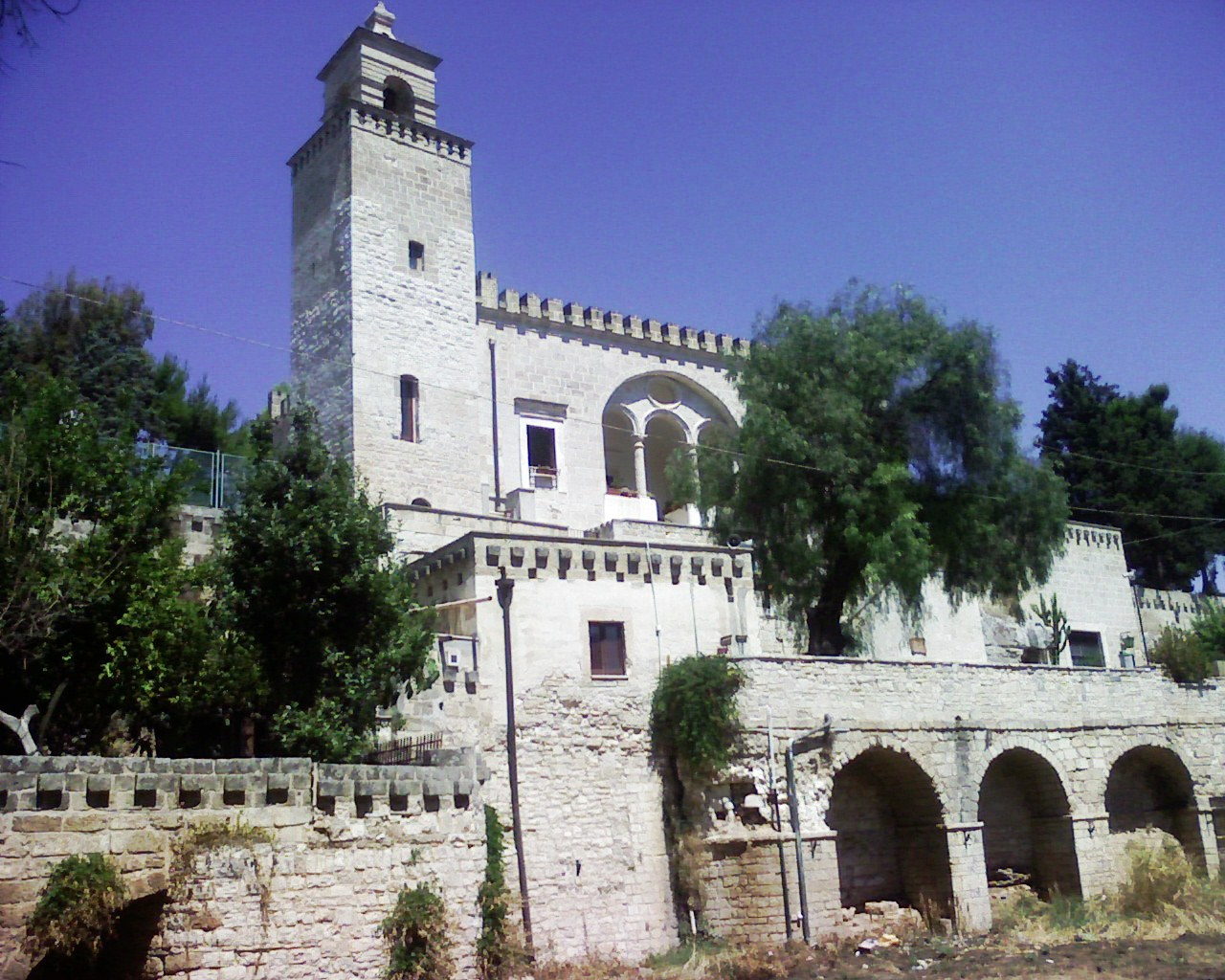
Santa Maria della Grotta-kolostor